# Královský palác v Baru
Letní palác krále Nikoly I. se nachází v černohorském plážovém letovisku Baru. Byl vystavěn v roce 1896 jako letní rezidence pro členy černohorské královské rodiny.

## Stavba

### Exteriér

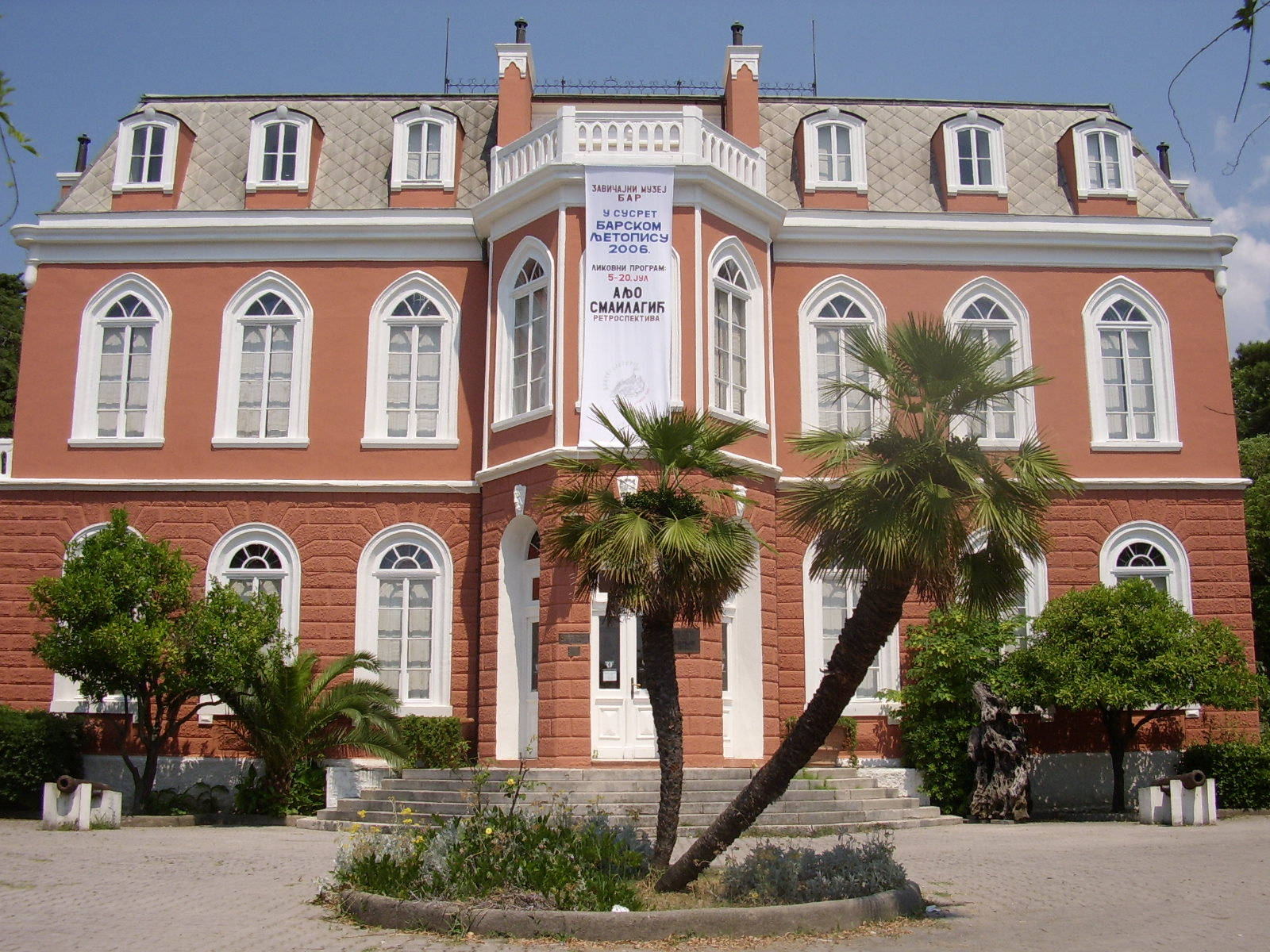
Letní rezidence před rekonstrukcí v roce 2007

Palác byl postaven v roce 1896 ve středomořském stylu. Hlavní příjezdová cesta vede k paláci přímo z pláže. Třípatrová budova má tvar obdélníku. Bílá okna a dveře jsou ozdobeny barevnými kameny. Na východní straně stojí zastřešená terasa s dětským hřištěm.

### Interiér
Rozložení pokojů je podobné jako v zimní královský palác v Podgorice. Ve spodním patře je dlouhá hala s dvojitým schodištěm, kuchyň s velkou koupelnou a společenská místnost s krbem. Ve horním patře jsou tři pokoje (princezny Anastázie, společný pokoj pro korunního prince Danila III. a jeho manželku vévodkyni Juttu a dále pokoj prince Mirka). Dále je v horním patře ložnice krále Nikoly I., ložnice královny Mileny a další koupelna. Ze předního balkónu (nad vstupními dveřmi) je krásný pohled na rozlehlou pláž, ze zadního balkónu je rozhled do královské zahrady. V podkroví se nachází třetí koupelna, králova pracovna a knihovna.

## Zahrada

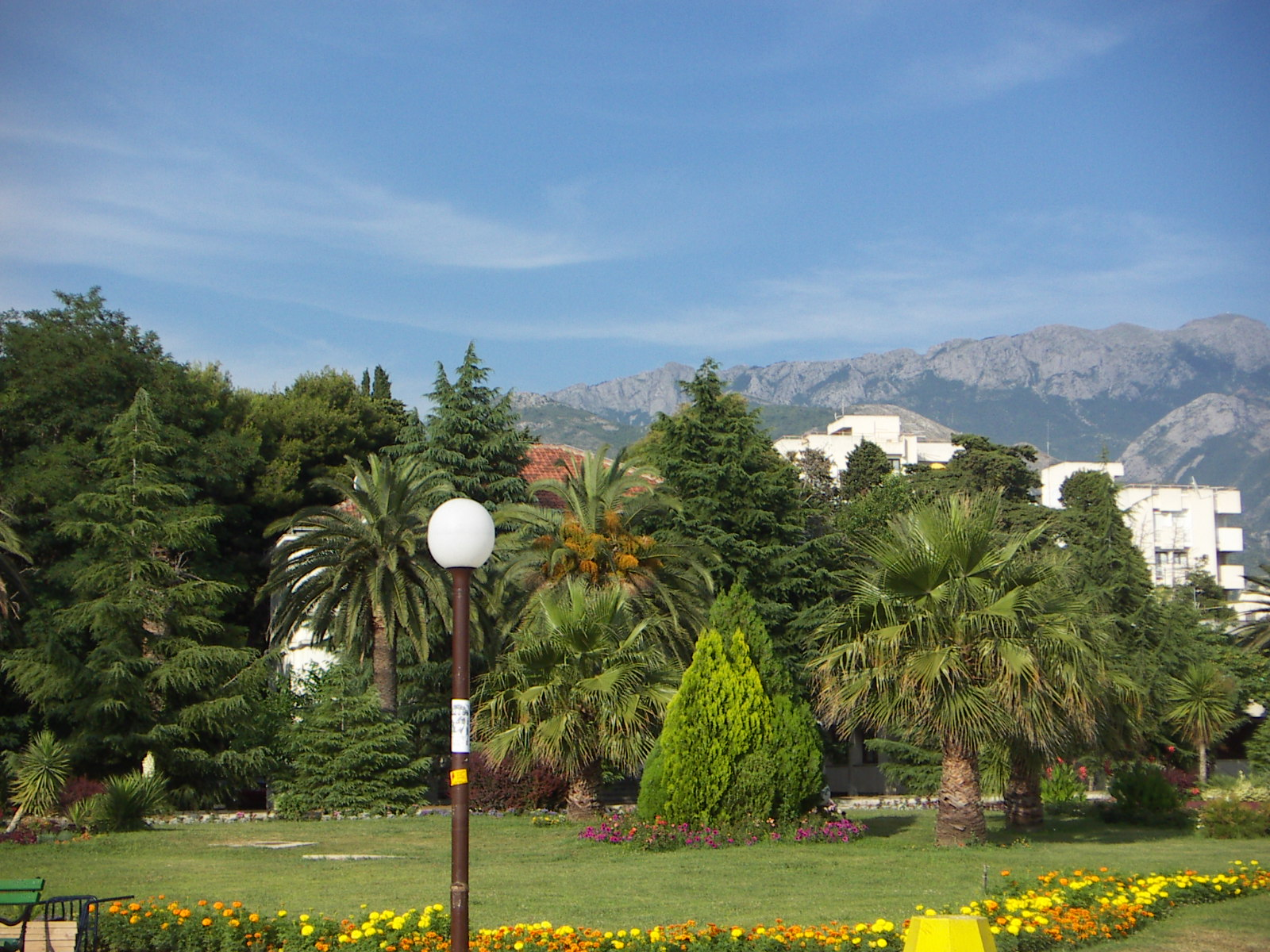
Pohled do palácové zahrady

Zahrada letního paláce je navržena ve středomořském stylu - jsou zde typické stromy, keře a rostliny pro pobřežní oblast - palmy, fíkovníky a nejrůznější druhy jehličnanů. Kromě typických rostlin se zde nacházejí i exotické stromy - tato kontrast zde vytváří krásné životní prostředí. V rámci tohoto rezidenčního komplexu se vedle paláce nacházejí dvě strážní věže s názvem "gvardije", kaple zvaná "malý palác" a velká oranžérie.
Zahrada nebyla moc udržována, nejsou zde žádné promenády a fontány, díky rovinnému terénu zde nejsou žádná schodiště, jako je tomu královském parčíku u podgorického paláce.

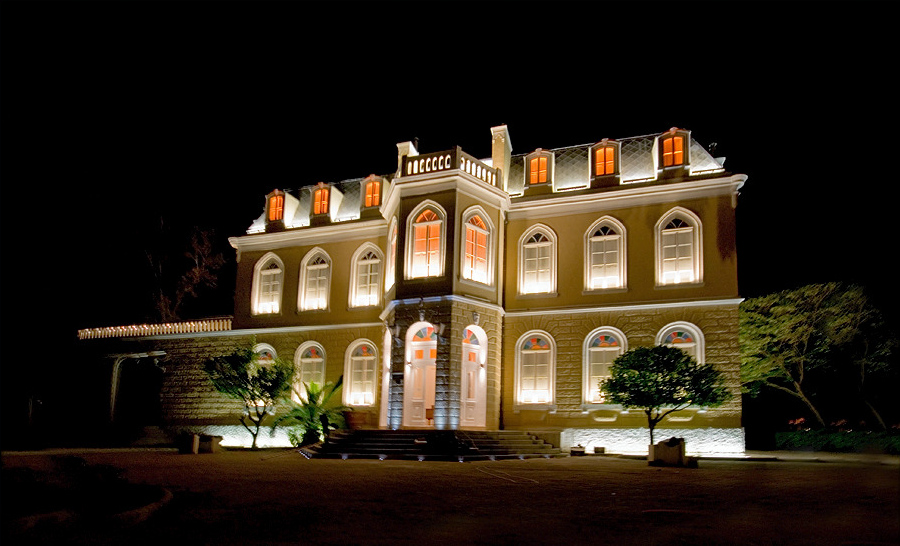
Letní rezidence v noci

## Současnost
Ze všech kulturních a historických památek 19. století v Baru je to právě letní sídlo krále Nikoly I., které přitahuje největší pozornost. V současnosti je zde muzeum, které zobrazuje nejrůznější předměty ze života členů královské rodiny.